# Greg Maker
Gregory „Greg“ Maker (* um 1950 in Clairton, Allegheny County, Pennsylvania) ist ein US-amerikanischer Jazzmusiker (Kontrabass, E-Bass, Tuba).

## Leben und Wirken
Maker arbeitete als Bassist ab den frühen 1970er-Jahren in New York u. a. mit dem Composer’s Workshop Ensemble um Warren Smith (Album (We've Been) Around, 1973, u. a. mit Jack Jeffers, Howard Johnson, George Barrow, Herb Bushler und Omar Clay), ferner mit Lonnie Liston Smith (als E-Bassist), Sam Rivers (Crystals, 1974), Billy Harper und Chris Hinze. In den 80ern wirkte er auch bei Aufnahmen von Dave Hubbard und des World Bass Violin Ensemble (Bassically Yours (Black Saint), mit den Bassisten Bob Cunningham, Brian Smith, Fred Hopkins, Phil Bowler, Rick Rozie und Rufus Reid) mit. Von 1979 bis 1987 war er auch als Theatermusiker (Tuba, Kontrabass) am New Yorker Broadway in den Musicals Eubie!, Much Ado about Nothing, Honky Tonk Nights, Cyrano de Bergerac und Stardust tätig. Aufnahmen entstanden noch 2000 mit dem Ken Simon Quartett (Another Side (CIMP), mit Jorge Sylvester, Barry Altschul) und 2007 mit der Posaunistin Janice Robinson. Im Bereich des Jazz war er zwischen 1973 und 2000 an 13 Aufnahmesessions beteiligt.